# Волица-Барилова
Волица-Барилова (укр. Волиця-Барилова) — село в Лопатинской поселковой общине Шептицкого района Львовской области Украины.
Население по переписи 2001 года составляло 170 человек. Занимает площадь 0,386 км². Почтовый индекс — 80224. Телефонный код — 3255.